# Barry Krauss
Richard Barry Krauss (Pompano Beach, 17 marzo 1957) è un ex giocatore di football americano statunitense che ha militato nel ruolo di linebacker nella National Football League (NFL).

## Carriera
Krauss al college giocò a football con gli Alabama Crimson Tide vincendo il campionato NCAA nel 1979 sotto la direzione del leggendario allenatore Paul "Bear" Bryant. Fu scelto dai Baltimore Colts nel corso come sesto assoluto Draft NFL 1979. Vi giocò per quasi tutta la carriera, tranne un'ultima annata nel 1989 con i Miami Dolphins. In totale fece registrare oltre 1.000 tackle, 8 sack e 6 intercetti.